# Famille De Pino
Pour les articles homonymes, voir De Pino.
Les De Pino sont une famille pisane importante à la fin du XIe siècle, proche des marquis de Massa dont ils deviennent les vassaux. À l'époque, cette famille était largement possessionnée dans toute la Balagne.

## De l'origine de la seigneurie
Au début du IXe siècle, la Corse était occupée par les Sarrasins. Le pape Étienne IV envoie Ugo Colonna, Guido Savelli et Amondo Nasica, trois grandi gentil'huomini Romani, avec mille Romani di piè e dui ciento da cavallo délivrer l'île.
Guido Savelli laissa un fils nommé Pino dont les descendants furent appelés les seigneurs Pinaschi.

« [...] In quel tempo morse Guido Savelli del qual restò un figlo che si chiamava Pino, al quale il Conte li diede e fecie Signore di Balagna ; e Pino fecie in Balagna il castello di Sant'Antolino per capo e casa dove lui facieva continua residentia e ministrava la sua justitia. »

— Giovanni della Grossa in Croniche publié par l'abbé Letteron, Bulletin de la Société des sciences naturelles et historiques de la Corse, 313e à 324e fascicules p. 38
Il existait à la fin du XIe siècle dans le « deçà des monts », un grand nombre d'édifices de culte privés, aux mains des riches propriétaires terriens, notamment des familles de Pino, de Bagnaia, de Justignani ainsi que des marquis de Massa. La documentation écrite révèle leur existence ainsi que des donations de biens faites aux moines.

Les terres offertes aux abbayes continentales sont presque toujours associées à des églises, tel l'exemple des donations dans le secteur de Spano (commune de Lumio) où il existait deux églises médiévales - Sant' Ambrogio et San Nicolao, offertes au monastère San Venerio del Tino par des personnages de la famille de Pino vers la fin du XIe siècle. Proche de là, dans la basse vallée du Regino, la même abbaye possédait trois chapelles léguées par des laïcs avant le début du XIIe siècle.
La famille de Pino est originaire de la piève de Pino, au centre de la Balagne, mais ses membres sont propriétaires de domaines fonciers beaucoup plus au nord. Au XIe siècle, plusieurs d'entre eux offraient le casamentum de Brumica situé dans le Nebbio. En 1116, Lanfrancus dit Mazzacorta, celui-là même dont il est question dans le document rédigé à Mutula, faisait don d'un domaine et de plusieurs terres dans l'Ostriconi.

Dans un acte plus tardif relatif à San Venerio del Tino, des membres de la famille de Pino semblent vouloir récupérer les terres et églises abandonnées par leurs grands-pères, pères ou oncles.
Dans un document il est fait mention de la donation par Uberto de Pino d'un champ de vigne qu'il possédait peu avant 1150 à l'Aiale.

## La seigneurie De Pino
C'est probablement en Balagne qu'apparaissent les premières fortifications, érigées soit par les Pisans et les marquis - castrum de Sant' Angelo, de San Colombano de Giussani - soit par les seigneurs « Pinaschi » - Ortifusci et Mutula. 
D'après les chroniques, le lignage serait originaire de la piève de  Pino, d'où son nom, et plus exactement du village de Castiglione. Ses représentants sont mentionnés dans la documentation écrite, dès les années 1070-80 où ils sont déjà qualifiés de domini. Possédant des biens en Balagne mais aussi dans le Nebbio, ces seigneurs comptent parmi les premiers et les plus généreux bienfaiteurs des monastères de San Venerio et surtout de la Gorgone. 
Les documents donnent l'image d'un groupe familial cohérent et uni. Lanfranco paraît être la personne qui dirige le consortium familial. C'est lui qui, en 1095 (?), demandait avec le marquis Ugo à l'évêque d'Aléria d'offrir l'église Santa Reparata à l'abbé de la Gorgone. Son père semble avoir un poids politique important sur les hommes de la pieve d'Ostriconi, qui lui versent une redevance banale, l'acchatu, en reconnaissance de tout le bien qu'il a fait pour eux.
De l'abbé Letteron : "Les Pinaschi, aveuglés par la discorde et par leurs projets ambitieux, prirent à leur tour les armes les uns contre les autres.  ...  Malpensa, qui prétendait avoir sa part de l'héritage d'Arrigo, s'établit à Speloncato et y construisit un château. Malafidanza  ...  passa à Bracaggio et s'y fortifia. Malaspina s'en alla à Sant' Antonino qui était la résidence seigneuriale ... Le partage achevé, les trois cousins se firent une guerre sanglante ...  ".
Sept forteresses ont été repérées sur le terrain - E Cuntee, Bracaggio, Avazero, Sant' Angelo, Avortica, Ortifusci et Mutula - qui s'ajoutent aux cinq encore habitées aujourd'hui - Calvi, Sant' Antonino, Corbaia, Speloncato, Belgodere - et aux quelques tours, telle celle de Pilone. Il semblerait que la Balagne n'ait pas constitué une seigneurie homogène, du moins avant la fondation de Calvi.
Entre la seconde moitié du XIIe siècle et le milieu du XIIIe siècle, le système féodal se met en place, les châteaux se multiplient. Ils sont alors regroupés entre les mains d'une quinzaine de familles nobles d'origine locale ou péninsulaire, parfois fragmentées en seigneuries indépendantes, voire mêmes rivales : Bagnaia, Amondaschi, Cortinchi, Pinaschi, de Coasini, Loreto de Nebbio, Loreto de Casinca, Orezza, Avogari, Camilla, Turca, Pevere, de Mari (à partir du milieu XIIIe siècle seulement) et les marquis de Massa et de Corse.

## Les fortifications
Les Pinaschi étaient étroitement liés aux marquis de Massa dont ils étaient les vassaux. Ils possédaient plusieurs castelli, les plus importants étant Mutula et Ortifusci.

### Castello de Mutula
Entre 1118 et 1131 est mentionné dans un document le premier castellum, le lieu fortifié nommé Mutula qui devait appartenir aux seigneurs de Pino. L'acte dans lequel il apparaît est une renonciation de trois personnages de la famille de Pino, domini, à tous les biens que Lanfrancus dit Mazzacorta - très probablement leur oncle - avait légués au monastère de la Gorgone (San Gorgonio) en 1116.
Le castellum de Mutula est situé en Balagne, dans la basse vallée du Regino. Installé sur un tertre naturel au cœur d'un riche terroir agricole, il domine un réseau d'habitats implanté sur les replats de mi-pente vers 300 m d'altitude.
Mutula pourrait avoir été érigée au centre d'une grande propriété, sur un site de hauteur pour mieux la dominer, faisant face à une fortification construite à moins de 2,5 km, sur un dôme rocheux culminant à 367 m. Les Pinaschi, qui en sont donc très probablement les détenteurs, ne sont pas richement possessionnés dans ce secteur où les domaines sont extrêmement fragmentés.

### Castello d'Ortifusci
Les seigneurs de Pino paraissent être les détenteurs du castrum d'Ortifusci qui est dans une situation identique à celle de la Mutula. Érigé sur un éperon rocheux très bien défendu par le relief naturel, il domine de quelque 200 m le terroir de la vallée du Regino. Il appartient à Ansufredus de Pino, personnage connu pour les dons qu'il fait aux monastères de la Gorgone et de San Venerio del Tino, probablement mort avant 1155.
La chronique de Giovanni della Grossa relate que la fortification d'Ortifusci fut édifiée par les seigneurs de Pino de Sant' Antonino pour un seigneur originaire des Marches, avec qui ils établirent une alliance matrimoniale. Les descendants de ce "gentilhomme" furent ensuite appelés « de Lasso ». Ils passèrent également dans la piève d'Orto où ils se rendirent maîtres de la région de Furiani. Or, ces « Laschesi » ou « Aschesi », sont effectivement documentés dans ces deux secteurs au XIIIe siècle. En 1286, notamment, ils possèdent le castrum de Sant' Angelo situé face à Ortifusci, à moins de 5 km, de l'autre côté de la vallée et qui, selon les chroniques génoises, appartenait aux Pisans en 1124. Le château est nommé dans le texte « Orto Fosso ». Le castrum d'Ortifusci est situé juste en face de celui de Sant' Antonino, à 3,5 km.

## La disparition des Pinaschi
Les chroniqueurs attribuent leur disparition « aux discordes familiales incessantes et à la multiplication des lignages qui contribuèrent à anéantir les Pinaschi - Letteron 1888, p. 136 ».
Dès 1289 les documents ne mentionnent plus les seigneurs et les châteaux de Balagne - à l'exception de celui de Sant' Angelo - et celui de 1324-25 ne cite que trois familles dont le rôle est très secondaire, les « Bratagliesi » (Bracaggio), les « Santatoninatti » (Sant' Antonino) de Corbaia et les « Spiloncattici » (Speloncato).
De son analyse, Daniel Istria dégage qu'aucune des cinq fortifications étudiées n'est antérieure au XIIIe siècle. C'est aussi à partir des années 1120 environ, que certaines grandes familles de Balagne, les de Pino notamment, commencent à inquiéter les monastères de San Gorgonio et San Venerio del Tino dans la possession de leurs biens.
Selon lui, les castra privés sont apparus, dans le nord de la Corse, durant les premières décennies du XIIe siècle. 
Enfin, Il a aussi constaté dans tous les cas, qu'un château appartenant probablement à une famille aristocratique locale fait face à une fortification "marquisale" ou pisane : Mutula et Belgodere, Ortifusci et Sant' Angelo, Montechiaro et Rostino, peut-être Petralerata et Aléria. 

## Généalogie non exhaustive
```
Famille de Pino
│  
├────Ansifredo (1080), seigneur possesseur du castello d'Ortifusci
│  │  
│  ├─Landolfo (1080)
│  │  │
│  │  └─Ugo (1124)
│  │ 
│  └─Alegreto (1080)
│ 
└────Lanfranco (1080 - 1095)
   │
   └─Uberto (1080 - 1095)
      │ 
      ├─Ansaldo Vernaccius (1124)
      │   
      └─Lanfranco Mazacorto (1116), seigneur possesseur du castello de Mutula
         │
         ├─Lanfranco, (début 
XII
e
 
siècle
))
         │
         └─Gerardo (1124)
```